# Хоулмс Бич (Флорида)
Хоулмс Бич (енгл. Holmes Beach) град је у америчкој савезној држави Флорида. По попису становништва из 2010. у њему је живело 3.836 становника.

## Демографија
Према попису становништва из 2010. у граду је живело 3.836 становника, што је 1.130 (22,8%) становника мање него 2000. године.
| Група             | 2000.         | 2010.         |
| Белци             | 4.824 (97,1%) | 3.663 (95,5%) |
| Афроамериканци    | 6 (0,1%)      | 5 (0,1%)      |
| Азијати           | 14 (0,3%)     | 28 (0,7%)     |
| Хиспаноамериканци | 82 (1,7%)     | 104 (2,7%)    |
| Укупно            | 4.966         | 3.836         |